# Liepāja
Liepāja (Duits, historisch: Libau) is een stad in het zuidwesten van Letland, de voornaamste stad van het landsdeel Koerland (Lets: Kurzeme) en de op twee na grootste van Letland. De stad ligt op een smalle strook tussen de Oostzee en het Meer van Liepāja (Liepājas ezers) en telt 82.413 inwoners (2012). In 2027 zal Liepāja een van de twee culturele hoofdsteden van Europa zijn.
Liepāja is een belangrijke havenstad: het heeft zowel een commerciële haven (met veerverbindingen naar Zweden en Duitsland) als een marinehaven. De laatste, Karosta, was een belangrijk steunpunt voor de Sovjet-vloot, maar werd al onder de tsaren aangelegd. De havens van Liepāja zijn ijsvrij. De stad heeft bovendien een vliegveld, de Internationale Luchthaven Liepāja, vanwaaruit in 2019 vijf lijnvluchten per week naar Riga door airBaltic werden uitgevoerd.

## Geschiedenis
Liepāja ontstond bij de monding van de Līva en werd in 1253 voor het eerst genoemd. Hertog Frederik Kettler van Koerland verleende het in 1625 stadsrechten. De Grote Noordse Oorlog en een pestepidemie maakten in 1710 een einde aan de eerste bloeiperiode. Aan het eind van de 19de eeuw kwam de stad door de aanleg van de marinehaven opnieuw tot bloei. Na de Tweede Wereldoorlog werd de stad onder Sovjetbewind een gesloten stad: Sovjetburgers mochten de stad alleen met speciale toestemming bezoeken, buitenlanders helemaal niet.
Hoewel Liepāja nooit tot de Hanze heeft behoord, beschikt de stad over oude handelscontacten met Nederland, getuige het pakhuis Libau, dat in Groningen te vinden is.

## Stadsbeeld
De lutherse Drievuldigheidskerk (Sv.Trīsvienības baznīca, 1742–1758) heeft een beroemd orgel, dat tot 1912 het grootste ter wereld was. De stad heeft tevens een Russisch-orthodoxe kathedraal (1900–1903) en is de zetel van een rooms-Katholieke bisschop (St. Jozefkathedraal, Sv. Jāzepa katedrāle, 1762). Behalve de orthodoxe kathedraal herinneren ook gebouwen in jugendstil aan de bloeitijd die Liepāja beleefde als tsaristische vlootbasis. Een merkwaardige bezienswaardigheid is de militaire gevangenis van Karosta, die is opengesteld voor het publiek.
De Sint-Meinardkerk (Sv. Meinarda baznīca) werd in 2002 in Liepāja opgebouwd, nadat hij aanvankelijk als het Vaticaanse paviljoen in gebruik was geweest op Expo 2000, de Wereldtentoonstelling in Hannover.
Het Oostzeestrand van Liepāja beschikt over de Blauwe Vlag.

## Bevolking
Liepāja is na Riga en Daugavpils de derde stad van Letland en de grootste waar de Letten de talrijkste bevolkingsgroep vormen. In 2000 had 48% van de inwoners van Liepāja de Letse nationaliteit en 36% de Russische.

## Onderwijs
In de stad is de Universiteit van Liepāja gelegen.

## Sport
IJshockey en basketbal zijn grote sporten in Liepāja. De stad wordt vertegenwoordigd door respectievelijk HK Liepāja en BK Liepājas Lauvas. De belangrijkste voetbalclub uit de stad is FK Liepāja. Deze club is meervoudig landskampioen en bekerwinnaar en speelt in het Daugavastadion. De stad beschikt over een van de modernste sportcomplexen van Letland, genaamd het Liepāja Olympic Centre. Ook is de stad jaarlijks het toneel van Rally Liepāja en een internationale schaakwedstrijd.

## Bekende personen

### Geboren
- Māris Verpakovskis (1979), voetballer
- Ģirts Karlsons (1981), voetballer
- Kristaps Porziņģis (1995), basketballer
- Anastasija Sevastova (1990), tennisspeelster

### Woonachtig
- Madars Razma, Lets darter